# Gábor Horváth (kayaker)
Gábor Horváth (Budapest, 15 novembre 1971) è un canoista ungherese.
Ha vinto due titoli olimpici nel K4 1000 m a Sydney 2000 e ad Atene 2004 e un argento ad Atlanta 1996 sempre nella stessa disciplina. Numerosi sono anche i titoli mondiali ed europei.

## Palmarès
- Olimpiadi

Atlanta 1996: argento nel K4 1000 m.
Sydney 2000: oro nel K4 1000 m.
Atene 2004: oro nel K4 1000 m.
- Mondiali

1993 - Copenaghen: argento nel K4 1000 m e bronzo nel K4 500 m.
1994 - Città del Messico: bronzo nel K4 500 m.
1997 - Dartmouth: argento nel K4 200 m e bronzo nel K2 500 m.
1998 - Seghedino: bronzo nel K2 500 m.
1999 - Milano: oro nel K4 1000 m, argento nel K2 500 m e bronzo nel K4 500 m.
2001 - Poznań: oro nel K4 200 m e argento nel K4 1000 m.
2002 - Siviglia: bronzo nel K4 200 m.
2006 - Seghedino: oro nel K4 1000 m.
- Campionati europei di canoa/kayak sprint

Poznań 2000: argento nel K4 1000m.
Milano 2001: oro nel K4 200m.
Seghedino 2002: argento nel K4 1000m e bronzo nel K4 500m.
Poznań 2004: oro nel K4 1000m.
Pontevedra 2007: argento nel K4 1000m.